# Paul Zarifopol
Paul Zarifopol (n. 30 noiembrie 1874, Iași, România – d. 1 mai 1934, București, România) a fost un istoric, critic literar care a desfășurat și o amplă activitate de publicist, moralist, eseist politic și istoric al civilizației românești. A fost director al prestigioasei reviste interbelice Revista Fundațiilor Regale Carol al II-lea.
Reflecțiile asupra artei - privită ca un fenomen diferențiat de morală, filozofie și religie, într-un cuvânt despre autonomia esteticului, idee împrumutată de la Titu Maiorescu - ocupă un loc central în cadrul volumului de față. De o extraordinară erudiție, Paul Zarifopol a asigurat un suport filozofic analizelor sale, vorbind despre distincția dintre eul social, condiționat istoric, și eul profund, dintre unitate și diversitate, recunoscând aici cu ușurință amprenta intuiționismului bergsonian (prezent și în opera lui Marcel Proust, pentru care Paul Zarifopol avea o adevărată venerație) și a freudismului.
Textele grupate în volumul „Din registrul ideilor gingașe” (1926) amintesc de stilul moralistului Michel de Montaigne ori de cel al ironicului Ion Luca Caragiale, prezentându-se tipurile umane contemporane epocii sale. Tot la acest capitol, vom descoperi și o altă fațetă a autorului - aceea de comentator politic - atunci când analizează criza parlamentarismului, autoritarismul birocratic și apelul la dictatură, cărora le opune liberalismul occidental, modernizarea politică și calea industrială de dezvoltare. Un urmaș și totodată un exeget al său a fost Alexandru Paleologu.

## Volume publicate
- Din registrul ideilor gingașe, 1926
- Artiști și idei literare române, 1930
- Încercări de precizie literară, 1931
- Pentru arta literară, 1934